# Тимірязєвська (станція метро)
55°49′05″ пн. ш. 37°34′36″ сх. д. / 55.81806° пн. ш. 37.57667° сх. д.
«Тиміря́зєвська» (рос. Тимирязевская) — станція Серпуховсько-Тимірязєвської лінії Московського метрополітену, розташована на між станціями «Дмитровська» і «Петровсько-Розумовська». Відкрита у складі черги «Савеловська» — «Отрадне» 1 березня 1991.

## Технічна характеристика
Конструкція станції — односклепінна глибокого закладення (глибина закладення — 63,5 м). Конструкція станції виконана із залізобетонного оздоблення, обтиснутого в ґрунт. Загальна довжина станційного комплексу — 282 м. Блок технологічних приміщень і поєднана тягово-знижувальна підстанція розташовуються під єдиним склепінням зі станцією.

## Колійний розвиток
Станція без колійного розвитку.

## Оздоблення
В оздобленні станційного залу використано мармур світлих тонів. Підлога викладена темним гранітом і мармуром. В обох торцях станції розташовуються флорентійські мозаїки на тему «Природа і людина» (художники П. А. Шорчев і Л. К. Шорчева). По центру залу встановлено ряд колон, увінчаних розкритими кованими квітками.

## Вестибюлі й пересадки
Вихід у місто здійснюють через підземні переходи на Дмитрівське шосе, до залізничної платформи «Тимірязєвська» Савеловського напрямку Московської залізниці, до однойменної станції Московської монорейки.

### Пересадки
- Станцію МЦД  Тимірязєвська
- Станцію монорейки  Тимірязєвська
- Автобуси: м40, 23, 87, 126, 319, 447, 519, с532, 539, с585, т56, т78